# 성격증거
|                                                       |
| 증거법                                                |
| 영미법 시리즈                                         |
| 증거의 종류                                           |
| 증언 · 물증                                           |
| 전자증거 · 무죄입증 증거                              |
| 과학적 증거 · 물적 증거                               |
| 목격자지목 · DNA증거                                  |
| 거짓말                                                |
| 관련성                                                |
| 입증책임 · 증거기초                                   |
| 공공복리예외 · 오염 · 성격증거                        |
| 습관증거 · 유사사실                                   |
| 진위확인                                              |
| 관리 연속성 · 주지의 사실                             |
| 최량증거원칙 · 자기확증문서 · 오래된 문서             |
| 증인                                                  |
| 증인적격 · 증언거부특권                               |
| 직접신문 · 교호신문 · 재직접신문                      |
| 탄핵증거                                              |
| 기록된 기억 · 전문가증언                              |
| 사망자 규정                                           |
| 전문증거와 예외                                       |
| 영국법 · 미국법                                       |
| 자백 · 업무상 기록                                    |
| 흥분 상태의 언급 · 임종시의 진술                      |
| 일방 당사자의 자인 · 오래된 문서                      |
| 이익에 반하는 진술 · 현장성 감각 인상 · 부대상황 사실 |
| 권위학술서 · 비언어적 행동                            |
| 미국법의 다른 영역                                    |
| 계약법 · 불법행위법                                   |
| 재산법 과 미국의 유언신탁법                           |
| 형법 · 증거법                                         |

성격증거(character evidence)는 미국 증거법 상 원칙으로 증인이나 당사자의 성격에 관련된 증거는 원칙적으로 증거능력이 제한된다는 것이다. 하지만 여러 예외가 존재한다. 

## 연방증거법 제404조. 성격증거: 범죄 또는 다른 행위
(a) 성격 증거.

(1) 증거로 사용 금지. 사람의 성격 또는 성격적 특징에 대한 증거는 특정한 상황에서 그 사람이 그러한 성격 또는 성격적 특징에 따라 행동하였다는 점을 입증할 목적으로는 허용되지 아니한다.
(2) 형사사건에서 피고인 또는 피해자에 대한 예외. 다음의 예외들은 형사사건에 적용된다:
(A) 피고인은 자신의 관련 특징에 대한 증거를 제출할 수 있고, 그 증거가 허용될 경우 검사는 그것을 반박하기 위한 증거를 제출할 수 있다;
(B) 412조의 제한에 따라, 피고인은 피해자라고 주장하는 자의 관련 특징을 증거로 제출할 수 있고, 그 증거로 허용될 경우 검사는:
(i) 그것을 반박하기 위한 증거를 제출할 수 있고,
(ii) 피고인의 동일한 특징에 대한 증거를 제출할 수 있다;
(C) 살인사건에서, 검사는 피해자로 주장된 자가 먼저 공격한 자라는 증거를 반박하기 위하여 피해자로 주장된 자의 평화적 성향의 특징에 대한 증거를 제출할 수 있다.
(3) 증인에 대한 예외. 증인의 성격에 대한 증거는 607조, 608조, 609조에 따라 증거로 허용될 수 있다.
(b) 범죄, 비행 또는 행동
(1) 증거로 사용 금지. 범죄, 비행 또는 행동에 대한 증거는 특정 상황에서 사람이 성격에 따라 행동하였다는 점을 보여주기 위해 그 사람의 성격을 증명할 목적으로는 허용되지 아니한다.
(2) 증거로 허용; 형사사건에서 통지. 범죄, 비행 또는 행동에 대한 증거는 동기, 기회, 목적, 준비, 계획, 인식, 신원확인, 무과실, 우연성의 결여 등과 같은 다른 목적으로는 허용될 수 있다.

의견, 명성, 구체적 행동 등의 성격증거로 특정인이 어떤 상황에서 성격에 부합하게 행동했으리라고 증명하는 것은 허용되지 않는다. 다만 다른 목적으로 성격증거를 이용하는 것은 허용된다. 예를 들어 교통사고의 가해자인 트럭운전사의 회사를 상대로 피해자가 손해배상청구소송을 한다고 보자. 운전사가 자주 사람을 친다는 사실은 사고발생을 입증하는 자료로 쓸 수는 없지만 트럭회사가 운전사의 나쁜 운전기록을 알고 있었으리라는 것을 증명하는데 쓰는 것은 가능하다.

## 사례
증권사기소송에서 피고인은 증인으로 나서서 자신의 정직한 성격에 대해 증언하는 것이 가능하다. 왜냐하면 사기소송의 경우 피고인의 성격이 주요 쟁점이기 때문이다.

### 동기
피고인 은행 지점장은 횡령의 증거를 숨기기 위해 자신의 은행 지점을 방화한다. 검찰은 피고인의 방화 재판에서 횡령의 증거를 제시하여 동기를 보일 수 있다. 

### 고의
피고인은 장물취득혐의로 기소된다. 그는 물품이 도난당 것을 몰랐다고 주장하고 있다. 검찰은 고의를 가졌다는 것을 보여주기 위해 과거에 장물취득으로 체포된 사실을 제시할 수 있다. 

### 실수의 부재
피고인이 코카인 판매 혐의로 기소되자 "난 코카인이 어떻게 생겼는지 몰라."라고 항변한다면 검찰은 코카인 사용으로 과거에 체포된 점을 제시할 수 있다. 

### 정체
피고인은 "나는 그 사람이 아니오."라고 주장한다면 과거에 범죄와 그 피고인을 연결하는 행위를 제시할 수 있다. 수법의 증거는 정체를 보여 주기 위해 제시가능하다. 범죄가 특이하거나 특별한 경우, 동일한 수법의 범죄를 피고인이 범한 사실을 제시할 수 있다. 

### 공통의 계획 또는 계략
피고는 은행을 털기 위해 트럭을 훔치다 체포되어 강도죄로 기소된다. 차를 훔친 사실은 큰 범죄의 일부로 증거로 제시가능하다.

## 민사사건
미국의 연방민사재판에서는 성격증거가 재판의 주요쟁점이나 항변 등이라면 증거능력이 있다. 예를 들어 명예훼손, 사기, 과실에 의한 보관, 정당방위 등의 경우 성격증거임에도 명성, 의견, 구체적 행동 모두가 증거로 제출될 수 있다. 

## 형사사건
처음에 피고인만이 재판과 관련된 자신의 선한 성격을 명성이나 의견 등을 통해 지지할 수 있다. (단 구체적인 행동 등은 제외된다.) 피고인이 자신의 성격증거를 제출할 때 검찰은 이를 탄핵하는 증거 등을 반대신문에 이용할 수 있으면 이 때 구체적인 행동 등을 활용할 수 있다. 만약 피고인측이 피해자의 나쁜 성격증거를 제출한다면, 검찰 측은 이 성격증거를 제시한 증인에 대해 반대신문할 수 있으며 검찰 측 증인을 불리 피고인의 나쁜 성격증거를 제시할 수 있다. 

## 참고 문헌
- 류변의 미국법 이야기(17) [증거법[깨진 링크(과거 내용 찾기)] 판사도 헷갈리는 Character Evidence][깨진 링크(과거 내용 찾기)] 법률저널
- 김일룡, 미국연방증거규칙상 성격증거의 취급, 법학연구, 제25권 제2호, 2009년 6월, pp.193-218 원광대학교 법학연구소[깨진 링크(과거 내용 찾기)]
- 아서 베스트, 미국 증거법 (사례와 해설), 탐구사 2009. ISBN 978-89-89942-20-7
- 권영법, 성격증거의 허용성에 관한 연구 -비교법적 고찰을 통한 성격증거법칙의 도입과 허용성의 검토를 중심으로, 법조협회, 법조 , 62 권
- 권영법, 형사 증거법 원론,세창출판사,2013